# 9828 Antimachos
9828 Antimachos (1973 SS) là một thiên thể Troia của Sao Mộc.